# Da dove viene la matematica
Da dove viene la matematica: Come la mente situata porta in essere la matematica è un libro del linguista cognitivista George Lakoff e dello psicologo Rafael E. Núñez. Il libro si propone di fondare una scienza cognitiva della matematica, o una teoria della matematica incorporata.  È notevole soprattutto per il dialogo che ha originato fra matematici, linguisti e psicologi a proposito del radicamento delle dimostrazioni matematiche.
Il libro propone e tenta di intraprendere un'analisi cognitiva della matematica che analizzi le idee matematiche in termini delle esperienze umane, metafore,  generalizzazioni ed altri meccanismi cognitivi che ad esse danno luogo. In definitiva, sostiene il libro, la matematica è un risultato dell'apparato cognitivo umano e deve pertanto essere compresa in termini cognitivi.  Questa analisi è distinta dalla pratica matematica di per sé e non può essere intrapresa da matematici non formati nelle scienze cognitive. La matematica è oggettiva. 
Il platonismo nella filosofia della matematica viene respinto: tutto ciò che conosciamo e potremo mai conoscere è la matematica umana, la matematica scaturita dai nostri cervelli, e la questione se esista oggettivamente una "matematica trascendente" è pertanto irrefutabile e quasi senza senso.

## La matematica non è un'opinione.  Che me ne importa di linguisti o psicologi?
Tra i tecnici, c'è un consenso che la matematica sia un punto di vista neutrale, in effetti che se la logica di per sé è un valido mezzo investigativo, la matematica debba egualmente esserlo. La matematica è in qualche senso "utile", e nella misura in cui è egualmente utile a due esseri umani, è "neutrale".  Tuttavia, nei primi decenni del Novecento, l'ontologia fondamentale dell'algebra era in dubbio: Alfred North Whitehead, Bertrand Russell, e Kurt Gödel avevano stabilito che la logica e la teoria degli insiemi erano in qualche senso radicate in qualcos'altro, qualcosa di geometrico e di molto "reale".
Nel tardo Novecento, iniziò a crescere una letteratura della matematica e dei suoi fondamenti nel campo delle scienze cognitive: Amos Tversky, Daniel Kahneman ed altri misero alla prova la rigida prospettiva dualista/occidentale delle relazioni soggetto-oggetto che aveva dominato la matematica dai tempi di Cartesio, con un consenso crescente che la cognizione umana condividesse molti condizionamenti.
In parallelo, George Lakoff e Mark Johnson svilupparono una critica delle metafore, ed un modello soggetto/relazione/oggetto più generalizzato basato sulla metafora concettuale.
Nel frattempo, i postmodernisti, soprattutto Michel Foucault, svilupparono una critica profonda all'etica, alla teologia ed alla filosofia occidentale, centrata sull'assenza di qualsiasi modello del corpo umano vivente ed agente.  Come se il "cogito ergo sum" di Cartesio fosse una prospettiva letterale e divina del cosiddetto "mondo reale", e la matematica stessa fosse oggettiva ed immutabile: sempre scoperta, mai inventata. Ciò era contrario ad un insieme crescente di riprove nella fisica quantistica, che dimostrarono che gli osservatori in realtà alterano ciò che osservano, e che il processo stesso della cognizione umana cambia la "realtà".

## Una teoria situata?
Il termine "situato" venne gradualmente a riflettere prospettive che assumevano un corpo osservatore, e che tenevano conto dei limiti imposti dalla sua fragilità e (in alcune analisi) dalla sua moralità. Il pensiero postmoderno divergé aspramente dal pensiero matematico, ed i filosofi del corpo quali Marilyn Waring e John Zerzan iniziarono a mettere in dubbio senza mezzi termini lo stesso concetto di Numero come guida alle scelte umane.
Una "scienza cognitiva della matematica" avrebbe dovuto unificare queste svariate critiche, e superare gravi lacune professionali e culturali - non soltanto dentro il mondo occidentale, ma anche fra i popoli indigeni ed altri la cui visione del mondo fosse guidata da qualcosa di molto diverso dalla matematica. Alcune di queste società erano persistite e prosperate per millenni senza alcuna idea sofisticata dell'algebra moderna, benché tipicamente avessero la geometria elementare. Questa era una delle tante anomalie che i presupposti occidentali sulla cultura non riuscivano a spiegare: ad esempio, come sofisticati progetti edili fossero stati condotti senza la maggior parte dei metodi algebrici usati dagli ingegneri moderni.

## Il corpo e i sensi creano la matematica?
La "scienza cognitiva della matematica" come definita da George Lakoff e Rafael E. Núñez è "una teoria situata delle idee matematiche derivata dalle scienze cognitive contemporanee e coerente con esse".  Sostiene che "la matematica è radicata nell'attività cognitiva quotidiana degli esseri umani anziché in qualche aldilà platonico trascendente." In altre parole, che il corpo umano ed i sensi sono ciò che crea la matematica, e che questa può essere condivisa con altri esseri umani, solo perché sono così simili a noi. "La matematica potrebbe esserci oppure no nel mondo, ma non c'è modo per noi di affermarlo scientificamente," sostiene il Dott. Lakoff.  La matematica ha successo nella scienza, sostengono i Dott. Lakoff e Nunez nel loro libro, soltanto perché gli scienziati la costringono a funzionare. "Tutta l'"aderenza" tra la matematica e le regolarità del mondo fisico avviene nelle menti dei fisici che comprendono entrambe le cose."
Alcuni definiscono ciò un rifiuto postmoderno di accettare un universo radicalmente autonomo a cui noi non interessiamo affatto.  Ma obiezioni del genere sembrano molto modeste.

## Cervelli in natura
Alcuni critici, tra cui Tom Seigfried, affermano che i sostenitori della scienza cognitiva della matematica "ignorano il fatto che i cervelli non soltanto osservano la natura, ma ne sono anche parte.... [e non riescono a spiegare come la matematica possa] parlare di fenomeni mai sospettati prima." Come altri sostenitori della controversa ontologia fondamentale della fisica delle particelle—che alcuni considerano il modo migliore di comprendere "il livello fondamentale della realtà"—Seigfried argomenta che il potere della matematica di prevedere ciò che gli esseri umani percepiranno è una dimostrazione della sua obiettività:
"Molti scienziati sospettano che il successo della matematica comunichi una profonda verità sull'universo, rivelando una inerente struttura matematica che domina il cosmo, o almeno lo rende comprensibile." ...agli scienziati.  "Se la matematica è una invenzione umana, sembra che la natura sapesse cosa sarebbe stato inventato."
Questa argomentazione è ben nota, e fu riassunta al meglio dal fisico Eugene Wigner in L'irragionevole efficacia della matematica nelle scienze naturali ("The Unreasonable Effectiveness of Mathematics in the Natural Sciences"), 1960: "L'enorme utilità della matematica nelle scienze naturali è qualcosa che rasenta il misterioso di cui non c'è alcuna spiegazione razionale."

## Qual è l'agenda?
Il Santa Fe Institute dà a George Lakoff e Rafael E. Núñez il merito per
1. Il radicamento dell'aritmetica, della teoria degli insiemi e della logica formale nel cervello e nel corpo.
2. La struttura cognitiva dell'infinito attuale (l'infinito come una "cosa") per un'ampia varietà di casi: l'insieme infinito dei numeri naturali, i punti all'infinito, l'induzione matematica, i decimali infiniti e i reali, i limiti ed i minimi estremi superiori, gli infinitesimali e gli iperreali, ed i numeri transfiniti.
3. La struttura concettuale caratterizzante il significato di {\displaystyle e^{ix}}, che ci consente di caratterizzare in termini cognitivi ciò che l'identità di Eulero {\displaystyle e^{i\pi }+1=0} significa realmente e perché è vera sulla base di ciò che significa.

Ciò tenta di rispondere ad una domanda che ha tormentato i filosofi della matematica da quando Bertrand Russell ed Alfred North Whitehead fallirono nell'intento di radicare l'aritmetica nella teoria degli insiemi e nella logica formale, nel 1912. Su cosa si basa la matematica?
L'ambizioso programma dei cognitivisti è di permettere di far risalire tutte le dimostrazioni della matematica ai "quattro processi distinti ma correlati [che] strutturano metaforicamente l'aritmetica di base: la raccolta di oggetti, la costruzione di oggetti, l'uso di una canna metrica e lo spostarsi lungo un percorso." O, per quelle dimostrazioni che non possano essere così rintracciate, di metterle da parte come numerologia.

## Matematica e politica
Questo non è il primo tentativo di mettere alla prova la matematica e la fisica come arbitri primari della realtà condivisa dagli esseri umani. Almeno dai primi anni '60, alcuni hanno sostenuto che le scienze militari segrete, la fabbricazione di armi nucleari, e la loro supposta "utilità" sono la prova che gli esseri umani continuano a costruire ed estendere i loro modelli anche dopo che questi si sono ormai dimostrati controproducenti per le vite umane, se non per l'intero pianeta. Alcuni critici postmoderni (compreso John Zerzan) e femministi (compresa Marilyn Waring) sostengono che la prospettiva radicalmente autonoma del Numero manipola il mondo con efficacia soltanto da un certo punto di vista - quello di una "cultura dominante".  E che in tempi recenti questa prospettiva si è dimostrata tutt'altro che "utile".
Naturalmente, questo è un argomento politico, ma la scienza non è immune alla politica.  E neanche ai rimpianti.  Dopo che la sua rivoluzionaria teoria della relatività fu sfruttata per costruire la prima arma nucleare, Albert Einstein lamentò:
"Se solo lo avessi saputo, avrei fatto l'orologiaio."

## Matematica del fare, matematica del sentire
Il lamento di Einstein evidenzia il problema delle scelte etiche negli esperimenti - una questione di vecchia data che mette alla prova la falsificabilità come prova di verità - se non osate testare una teoria, come fate ad affermare che è vera? Se la sperimentate mettendo in pericolo persone di cui voi od altri si preoccupano, state guadagnando consensi per la teoria attraverso la "sperimentazione" o attraverso la "paura", cioè, il consenso dipende dal terrore di spingere lo scienziato ad un esperimento? Se è così, come fa lo scienziato a conoscere cosa è reale?
Quando i primi osservatori di una esplosione nucleare videro la nube a forma di fungo, e si accorsero che l'atmosfera non si era incendiata (cosa che non poteva essere prevista fino a quel momento), si guardarono forse l'un l'altro accennando felicemente che la matematica era stata convalidata? Oppure, come preferirebbero i filosofi del corpo, calcolarono il probabile impatto della loro azione sui corpi, empatizzandolo, e si ritirarono con orrore?
"La matematica potrebbe esserci oppure no nel mondo," ma noi certamente ne sentiamo l'impatto sui nostri corpi, p.es. come proiettili che obbediscono a f = ma, o come freddo dovuto ad uno sfratto invernale per mancanza di una certa quantità di credito. La cosa più sicura che possiamo dire sulla matematica è che descrive qualcosa che facciamo e che ciò è correlato ad altre cose che sentiamo. Ma è reale per le piante come lo è per gli animali? Per le ecologie come per le infrastrutture?
Se noi esseri umani non la mettessimo per iscritto, quanta matematica esisterebbe?

## La matematica si applica ad altre forme di vita?
Alcuni mettono in dubbio l'affermazione di Lakoff secondo cui "non c'è modo per noi di affermarlo scientificamente," e fanno notare che la storia delle scienze cognitive sta trovando modi di sperimentare tesi precedentemente fondate solo sull'autodescrizione.
Nelle note a piè di pagina della sua analisi sull'"irragionevole efficacia" della matematica, Wigner abbozza una diversa prospettiva del problema, sostenendo che "è utile, nelle discussioni epistemologiche, abbandonare l'idealizzazione che il livello dell'intelligenza umana abbia una posizione singolare su una scala assoluta. In alcuni casi può anche essere utile considerare la realizzazione possibile al livello dell'intelligenza di qualche altra specie." Questo argomento rimase inesplorato per molti decenni, mentre la psicologia cognitiva, l'antropologia, la primatologia ed altre scienze investigavano "il livello dell'intelligenza di qualche altra specie."
Quando si fa ricerca "sul ruolo dell'embodiment e sui suoi vincoli biologici e cognitivi", un'importante ricerca empirica è in quale misura gli specifici fenomeni cognitivi su cui si fonda la matematica siano condivisi con gli altri ominidi, con le grandi scimmie, con tutti i primati e con altri animali.  O, se per questo, con i robot ed altre entità che potremmo accettare come attori radicalmente autonomi.
Qualunque sia il risultato di tale "sperimentazione sui primati" sembra certo che scopriremo che alcuni aspetti della matematica sono limitati agli esseri umani:

## Gli esseri umani impongono la matematica al mondo?
Eticamente, quindi, potremmo anche chiederci, se i nostri modelli matematici si dimostrano "reali" solo da un certo punto di vista umano addestrato, quali sono i limiti etici e ragionevoli della loro sperimentazione? È giusto creare inverni nucleari o buchi neri o acceleratori di particelle sempre più grandi per determinare se una data teoria prevede correttamente il risultato di atti pericolosi, o di enormi stanziamenti di preziose risorse? E se alcuni concetti non sono ampiamente sperimentati, per preoccupazioni etiche o di costi, fino a che punto si possono apprezzare i modelli matematici corrispondenti?
Simili argomentazioni hanno dato vita al principio precauzionale - i progressi nella scienza cognitiva della matematica potrebbero essere dovuti all'ampia adesione a tale principio.
Oppure, potrebbero essere una commedia postmoderna per spostare risorse dalle scienze naturali ad una serie di progetti preferiti dai vari linguisti e primatologi:

## Questa teoria si potrà mai dimostrare?
Sembra esservi qualche polemica sulla possibile rigorosità di queste dimostrazioni. In una risposta lunga e dettagliata al recensore Bonnie Gold, Lakoff rivendicò "un lavoro diverso da quello dei matematici professionisti.  Noi dobbiamo rispondere a domande del genere: Come può un numero esprimere un concetto? Come possono le formule e le equazioni matematiche esprimere idee generali che si ritrovano al di fuori della matematica, idee quali la ricorrenza, il cambiamento, la proporzione, i processi autoregolanti, e così via? Come differiscono le idee nell'ambito matematico da idee simili (ma non identiche) al di fuori della matematica (p.es. l'idea di "spazio" o "continuità")? Come si può capire la matematica "astratta"? Quali meccanismi cognitivi sono usati nella comprensione matematica?"
Ciò è naturalmente incompatibile col desiderio dei matematici di dimostrare nuova matematica in termini della matematica più vecchia, piuttosto che trovare metafore comuni alla matematica vecchia ed al corpo umano.
Il "cogito ergo sum" di Cartesio sembra messo seriamente alla prova - una teoria situata partirebbe necessariamente da spiro, audio, video... E attendo, la decisione più fondamentale su dove dirigere la propria attenzione.  Cosa è importante?

## Ciò come cambierebbe la scienza?
Questa linea di ricerca sembra appiccicare alla matematica molte tendenze categoriali considerate precedentemente il dominio delle scienze politiche, della teologia e di altri campi che si fondano su ontologie complesse piuttosto che su assiomi nitidi.
Unitamente all'accettazione dei limiti etici, una caratteristica importante delle scienze del XX secolo è stata la scoperta di limiti alle capacità percettive e cognitive umane. Se anche la matematica avesse limiti del genere, ciò non sorprenderebbe, sia che tali limiti riguardino la fattibilità investigativa in senso stretto (p.es. il principio di indeterminazione, il teorema di Gödel, ecc.) o che siano eticamente imposti dal principio di precauzione: la religione, infatti, sostiene da tempo che i principi etici e morali siano una guida essenziale per le concezioni umane.  La fede e la ragione, come la teologia e la filosofia, si sono alternate per millenni come arbitro finale delle dispute nelle scienze naturali:
Papa Giovanni Paolo II riassunse il dibattito nella sua enciclica Fides et ratio (1995), ricordando che "anche la ragione ha bisogno di essere sostenuta nella sua ricerca da un dialogo fiducioso e da un'amicizia sincera. Il clima di sospetto e di diffidenza, che a volte circonda la ricerca speculativa, dimentica l'insegnamento dei filosofi antichi, i quali ponevano l'amicizia come uno dei contesti più adeguati per il retto filosofare" (n. 33).  Nella stessa enciclica, esortò filosofi e scienziati a indirizzare con cura le proprie ricerche: "non posso non incoraggiare i filosofi, cristiani o meno, ad avere fiducia nelle capacità della ragione umana e a non prefiggersi mete troppo modeste nel loro filosofare. La lezione della storia di questo millennio, che stiamo per concludere, testimonia che questa è la strada da seguire: bisogna non perdere la passione per la verità ultima e l'ansia per la ricerca, unite all'audacia di scoprire nuovi percorsi" (n. 56).
Un'argomentazione analoga si ritrova nell'articolo di Wigner, che intravede nell'analisi della cognizione umana la possibilità di giungere a "stabilire una teoria dei fenomeni della coscienza, ... coerente e completa tanto quanto le nostre attuali teorie del mondo inanimato." Tale condizione sarebbe in grado di "sottoporre a grande tensione la nostra fede nelle nostre teorie e nella nostra concezione della realtà dei concetti da noi formati. Ciò ci causerebbe un profondo senso di frustrazione nella nostra ricerca per ciò che ho chiamato 'la verità ultima'. Il motivo per cui una situazione del genere è concepibile è che, fondamentalmente, non sappiamo perché le nostre teorie funzionano così bene. Perciò, la loro accuratezza potrebbe non dimostrare la loro verità e consistenza."
Esortazioni simili si ritrovano in altre confessioni religiose: La tradizione buddhista, ad esempio, incoraggia all'investigazione imparziale della natura, denominata dhamma-vicaya, con l'avvertenza che il principale oggetto di studio deve essere la coscienza di sé.  Anche l'attuale Dalai Lama, Tenzin Gyatso, ha espresso grande interesse nell'esplorare la connessione tra il buddhismo, la psicologia e le altre scienze.
Se le scelte etiche influenzassero le nostre convinzioni fondamentali sulla scienza modellando gli esperimenti che intraprendiamo, e se ciò a sua volta influenzasse i nostri modelli matematici e la nostra accoglienza di alcune idee come "reali", allora le teorie che accettiamo sarebbero in effetti le nostre stesse scelte etiche.

## Ciò implica che certe scienze sono "finite"?
Ora sono diventato Shiva, il distruttore di mondi. Robert Oppenheimer
Considerare la scelta emotiva tra le reazioni "situate" alla prima esplosione nucleare aiuta a mettere in evidenza il fatto che gli esseri umani definiscono i loro stessi esperimenti per cosa "funziona", e pertanto che la loro fede condivisa nella matematica non è necessariamente una fede in altro che la loro stessa cognizione e cultura. Se esistessero scienze dove la falsificabilità o la casistica non potessero essere comprese o finalizzate in qualche metodo ragionevole di cui si possa dire che tutti gli esseri umani ne fanno esperienza in modo simile, ciò suggerirebbe che si potrebbero abbandonare alcune indagini.
Le "due possibilità, di unione e di conflitto, menzionate prima, entrambe concepibili" di Eugene Wigner, la sua porta aperta all'abbandono di una teoria del campo unificato che comprenda la relatività generale e la meccanica quantistica, potrebbero anche aprire la porta all'abbandono della stessa previsione. Almeno, nella misura in cui si applica a noi stessi e ad altri esseri cognitivi. Accettare ed ampliare una scienza cognitiva della matematica ha implicazioni etiche che sembrano inevitabili: Se inventiamo la matematica e la scienza e la imponiamo ad altri che la inventano di meno, allora la stessa scienza potrebbe non essere nulla di più che una forma di colonialismo mentale:

## Modellare o non modellare?
Come hanno a lungo sostenuto i popoli indigeni soggetti al colonialismo, la dipendenza del mondo occidentale dalla matematica e dalla previsione dove la scelta etica è necessaria ha conseguenze - una delle quali potrebbe essere l'accettazione di una matematica che conduce alla distruzione, in alternativa ad una matematica egualmente valida che conduce altrove. Matematica come punto di vista neutrale, semplice previsione, o dominio? La scelta è vostra...
È semplicemente una questione di scelte vedere qualcosa come aperto a diverse possibilità o determinato da fattori radicalmente autonomi? Che scelta abbiamo sulle strutture matematiche che concepiamo?  La scienza cognitiva della matematica riduce la certezza, compresa forse la certezza del conflitto.

## Se la matematica è soggettiva, tutta la scienza è "cognitiva"?
L'embodiment di tutta l'astrazione matematica è un progetto grandioso, che con ogni possibilità non sarà mai completato.  Tra le altre questioni, esistono non pochi interessi che traggono vantaggio dalla presunzione che si possa costruire in sicurezza matematica su matematica, senza fare attenzione ai corpi o alla loro etica disordinata:
Le simulazioni numeriche, gli esperimenti di fisica delle particelle, o altre attività umane che poggiano su un concetto di cognizione relativamente oggettivo, potrebbero apparire in pericolo di essere sacrificate ad un obiettivo politico - una matematica completamente situata imporrebbe un onere irragionevole di oggettività su qualsiasi processo scientifico che impiegasse per consuetudine l'analisi reale o complessa.  Dimostrare semplicemente che un modello non ne contraddice altri potrebbe non bastare più per convincere i finanziatori che ogni passo della derivazione è stato "situato" - che si fonda su assiomi e dimostrazioni che sono essi stessi completamente radicati.
Se gli scienziati accetteranno questa subordinazione radicale all'etica ed alle scelte, ed una riclassificazione della loro opera come sottoinsieme delle scienze cognitive, è forse una questione più politica che scientifica.

## Critiche
Una risposta all'obiezione di Lakoff al platonismo è la prospettiva che qualsiasi mondo contenente esseri cognitivi capaci di escogitare concetti matematici deve operare secondo i principi della logica formale.
Inoltre, se si accetta il logicismo nella sua unica forma coerente, si deve respingere la negazione completa di una matematica trascendentale da parte di Lakoff, anche se si accettano i risultati della sua ricerca.